# Saint-Saëns
Saint-Saëns é uma comuna francesa na região administrativa da Normandia, no departamento de Sena Marítimo. Estende-se por uma área de 25,45 km². Em 2010 a comuna tinha 2 385 habitantes (densidade: 93,7 hab./km²).